# Лаюнен, Самппа
Са́мппа Ка́леви Ла́юнен (фин. Samppa Kalevi Lajunen; 23 апреля 1979, Турку) — бывший финский двоеборец, соревновавшийся в конце 1990-х — начале 2000-х, абсолютный олимпийский чемпион, чемпион мира.

## Спортивная карьера
Дебютировал в Кубке мира в конце сезона 1995/1996, но провёл в нём всего одну гонку — стал одиннадцатым в индивидуальной гонке в шведском Фалуне.
Зато уже в следующем сезоне Лаюнен стал сенсационным победителем Кубка мира, став первым финном, кому это удалось. Тогда Самппе было всего лишь 17 лет. В этом же сезоне вместе с командой финн выиграл первую медаль чемпионата мира по лыжным видам спорта.
Первые в карьере Лаюнена Олимпийские игры принесли ему 2 серебряные медали — в индивидуальной гонке он проиграл легендарному норвежцу Бьярте Энгену Вику, а в командном первенстве сборная Финляндии проиграла тем же норвежцам.
На чемпионатах мира 1999 и 2001 Лаюнен не оставался без медалей, а в Рамзау даже выиграл единственное золото чемпионатов мира.
Параллельно с этим в сезоне 1999/2000 Лаюнен повторил свой успех трехлетней давности — выиграл Кубок мира, при этом первенствовал в восьми из 18 этапов Кубка.
Олимпийский сезон 2001/2002 Самппа начал не впечатляюще — в прыжках не хватало стабильности, да и лыжная подготовка оставляла желать лучшего. Главными фаворитами Игр были немец Ронни Аккерман и австриец Феликс Готтвальд, однако опытный Лаюнен вовремя вышел из кризиса и уже в начале января представлял собой грозную силу.
В первой гонке олимпийской программы — индивидуальной гонке на 15 км по системе Гундерсена Самппа победил на удивление легко. По результатам прыжковой сессии он стал третьим всего лишь с минутным отставанием от товарища по команде Яакко Таллуса. К середине пятнадцатикилометровой дистанции Самппа догнал Таллуса, практически мгновенно ушёл в отрыв и финишировал, лихо размахивая национальным флагом.
В командном первенстве финские спортсмены, ведомые Лаюненом, который бежал последний этап, в напряжённой борьбе смогли превзойти сильные сборные Германии и Австрии.
В последнем виде программы — спринте на 7,5 км Лаюнену опять не было равных. После вчерашних прыжков со 120-метрового трамплина Лаюнен ушёл на дистанцию первым, опережая немца Ронни Аккермана на 15 секунд. В том же порядке они и пришли на финиш. Все, что удалось немцу, считавшемуся одним из главных фаворитов Игр — сократить отставание до 9 секунд.
На чемпионате мира в Валь-ди-Фьемме финский двоеборец завоевал 2 бронзовые медали.
Свой последний Кубок мира 2003/2004 Лаюнен закончил на третьей позиции, пропустив вперед соотечественника Ханну Маннинена и немца Ронни Аккермана. После индивидуальной гонки на 15 км в Лахти в возрасте 24 лет Лаюнен заявил о завершении карьеры.
После завершения карьеры Лайюнен окончил Университет Ювяскюля по специальности «Экономическое управление»